# Scutellaria lateriflora
Espèce
Classification phylogénétique
Scutellaria lateriflora, aussi appelée par les anglophones blue skullcap, c'est-à dire Scutellaire casquée bleue, est une espèce de plantes à fleurs de la famille des Lamiacées. C'est une plante vivace originaire d'Amérique du Nord.

## Description
Son port est dressé, et elle peut atteindre 60 à 80 centimètres de hauteur,. Ses fleurs bleues font un peu moins d'un centimètre de long,, et la plupart n'apparaissent pas en haut de la tige principale, mais sont produites le long des branches latérales qui poussent à l'aisselle des feuilles.

## Répartition et habitat
C'est une espèce originaire d’Amérique du Nord (Canada et États-Unis), appréciant les zones humides, qui pousse près des marais et des prairies.

## Utilisations traditionnelles
Scutellaria lateriflora est utilisée en phytothérapie comme léger sédatif et antispasmodique, entre autres choses. Cependant les utilisations de la Scutellaire Casquée ne doivent pas être confondues avec celles de toutes les autres espèces car on en dénombre plus de 350 qui n'ont pas toutes les mêmes propriétés. Les espèces ayant les mêmes utilisations sont Scutellaria galericulata, Scutellaria canescens et Scutellaria cordifolia, toutes étant très proches génétiquement. On consomme la scutellaire casquée sous forme d'encens et de thé. Scutellaria lateriflora a démontré des effets réducteurs d'anxiété à la suite d'une étude en double aveugle contrôlée par placebo chez 19 volontaires, mais cette étude est considérée comme ayant une méthodologie discutable.
Plus de 295 composés chimiques ont été isolés à partir de cette plante, parmi eux des flavonoïdes et des diterpènes. Des études montrent que la scutellaire casquée et ses principes actifs possèdent des actions pharmacologiques en tant qu'anti-tumeurs, anti-angiogenèse, hépatoprotecteurs, antioxydant, antiépileptique, antibactérien et antiviraux[source insuffisante].
Les β-élémènes présents dans la plante auraient des propriétés anticancéreuses in vitro, mais aucune étude sur l'homme ne l'a encore démontré. In vitro, les diterpènes isolés de Scutellaria barbata ont démontré une activité cytotoxique contre trois lignées de cellules cancéreuses humaines.